# Leah McFall
Leah McFall (Newtownabbey, Irlanda del Norte, 1 de julio de 1989) es una cantante y compositora británica y estudiante de moda. Fue finalista en la segunda edición del programa The Voice de la cadena BBC.

## Primeros años
Leah McFall comenzó su carrera musical con seis años, cantando en la Iglesia de su barrio. Fue alumna en el Antrim Grammar School. Actualmente vive en Londres. Durante su infancia, McFall escuchaba Motown, jazz, gospel, folk y pop. Esta música era la que se escuchaba en casa. Leah se influenció de todo lo que escuchaba, y esto se refleja en su estilo musical. Después de muchos años actuando por toda Irlanda del Norte, Leah se trasladó a Londres persiguiendo su sueño. Después de seis meses, McFall ya actuaba en el club de jazz Ronnie Scott, conocido mundialmente.

## Carrera musical

### 2013:The Voice UKy primeros éxitos
En su audición a ciegas, Leah McFall cantó "R.I.P", de Rita Ora. Los coaches will.i.am y Jessie J se giraron y trataron de convencer a Leah para entrar en su equipo. Jessie fue la primera que se giró, mientras que Will esperó hasta el último momento para pulsar el botón de su silla. Leah decidió formar parte del Equipo Will.i.am. En sus batallas, McFall cantó contra CJ Edwards, concursante de su mismo equipo. Esta pareja cantó The Way You Make Me Feel, un clásico de Michael Jackson. Will.i.am decidió que Leah ganara la batalla y así llevarla directamente a los Asaltos finales. En los asaltos, Will eligió a Leah para pasar directamente a las actuaciones en directo. Leah cantó Loving You, de Minnie Riperton. En su primera actuación en directo, el 7 de junio de 2013, Leah cantó su propia versión de 'I Will Survive', de 'Chantay Savage'. Su actuación impresionó increíblemente a los jueces y su versión de estudio alcanzó el número 16 en el UK Singles Chart, tan solo 24 después de ser lanzada a iTunes, vendiendo 19.213 copias de esta pista entre el viernes por la noche y el sábado. Una semana después alcanzó el número 8. Leah McFall interpretó una versión de Killing Me Softly de Fugees en la semifinal, el 15 de junio de 2013. Más tarde, durante el programa, el resultado reveló que McFall había recibido la mayoría de los votos del público y que, por lo tanto, representaría al Equipo Will.i.am en la final y competiría para ganar el premio de contrato con una discográfica.
Durante su paso en el programa, Leah recibió el apoyo de Cheryl Cole, Rochelle Humes, Natasha Hamilton, Dante Santiago y Holly Willoughby y estuvo muy cerca de ganar después de su versión de 'I Will Survive' de Chantay Savage.

#### Actuaciones
| Actuación           | Canción                                                      | Artista orginial | Resultado                        |
| ------------------- | ------------------------------------------------------------ | ---------------- | -------------------------------- |
| Audiciones a ciegas | "R.I.P"                                                      | Rita Ora         | Entró al equipo Will.i.am        |
| Batallas            | "The Way You Make Me Feel" (contra CJ Edwards)               | Michael Jackson  | Ganadora                         |
| Asaltos             | "Lovin' You"                                                 | Minnie Riperton  | Pasa directamente a los directos |
| Cuartos de final    | "I Will Survive"                                             | Chantay Savage   | Pasa directamente a la semifinal |
| Semifinal           | "Rapture" (como parte del Equipo Will.i.am)                  | Blondie          | Salvada                          |
| Semifinal           | "Killing Me Softly"                                          | Fugees           | Salvada                          |
| Semifinal           | "I Will Wait" (actuación de los semifinalistas de The Voice) | Mumford & Sons   | Salvada                          |
| Final               | "I Will Always Love You"                                     | Dolly Parton     | Salvada                          |
| Final               | "Bang Bang" (dueto con su entrenador will.i.am)              | will.i.am        | Salvada                          |
| Final               | "Lovin' You" (como su actuación favorita)                    | Minnie Riperton  | Subcampeona                      |

### 2013-presente: Álbum debut
Un día después de la final de The Voice, will.i.am, el entrenador de Leah McFall, confirmó que él y Leah empezarían a trabajar en nueva música una semana después en New York. Informó que quería evitar que Leah tuviera la misma falta de éxito que Leanne Mitchell, la ganadora de la primera edición del programa. Will.i.am reveló el 1 de julio de 2013 que lanzaría una nueva versión de su single "Bang Bang" contando con la voz de Leah. El 14 de julio de 2013, Leah interpretó su actuación debut en el Wireless Festival junto a su mentor will.i.am. Leah McFall apareció apoyando a will.i.am durante su gira #willpower en su paso por Europa. Leah hizo los coros de "This Is Love", Just Can't Get Enough y "Where Is the Love?". Durante este tour, Leah reveló que lanzaría tres vídeos musicales antes de su primer sencillo oficial y antes de que su álbum fueran lanzados. El primero de estos vídeos, "No Ordinary Love", fue lanzado el 1 de febrero de 2014. El 6 de junio de 2014, Leah McFall anunció el título de su primer sencillo oficial, "Home", junto a will.i.am. También lanzó la portada de su sencillo en Facebook. La canción fue estrenada en la cadena de radio BBC Radio 1Xtra el 9 de junio de 2014, y será lanzada el 27 de julio de ese mismo año. El 21 de julio de 2014, McFall retuiteó un enlace a una entrevista realizada por Flavourmag donde reveló el nombre de su álbum debut. El álbum, llamado "Weird to Wonderful" será lanzado en octubre de 2014.

## Discografía

### Álbumes de estudio
| Título         | Detalles |
| -------------- | --- |
| Frills and Fur | - Fecha de lanzamiento: 21 de noviembre de 2010 - Sello discográfico: Independiente - Formato: descarga digital |

### Sencillos

#### As lead artist
| Título                 | Año  | Puesto en las listas de éxito | Puesto en las listas de éxito | Puesto en las listas de éxito | Álbum              |
| Título                 | Año  | UK                            | IRE                           | SCO                           | Álbum              |
| ---------------------- | ---- | ----------------------------- | ----------------------------- | ----------------------------- | ------------------ |
| "Home" (ft. will.i.am) | 2014 | —                             | —                             | —                             | Weird to Wonderful |

#### Sencillos promocionales
| "I Will Survive"                                                                                      | 2013 | 8  | 19 | 13 | No se encuentra en ningún álbum |
| "Killing Me Softly"                                                                                   | 2013 | 36 | —  | —  | No se encuentra en ningún álbum |
| "I Will Always Love You"                                                                              | 2013 | 43 | —  | —  | No se encuentra en ningún álbum |
| "—" significa que este sencillo no alcanzó ningún puesto en las listas de éxito o que no fue lanzado. |      |    |    |    |                                 |

#### Como artista invitada
| Sencillo                                    | Año  | Álbum                            |
| ------------------------------------------- | ---- | -------------------------------- |
| "Bang Bang" (will.i.am junto a Leah McFall) | 2013 | Now That's What I Call Music! 86 |

### Vídeos musicales
| Título             | Año  | Director(es)          |
| ------------------ | ---- | --------------------- |
| "No Ordinary Love" | 2014 | noMSG                 |
| "Home"             | 2014 | Elisha Smith-Leverock |